# Sydsamer

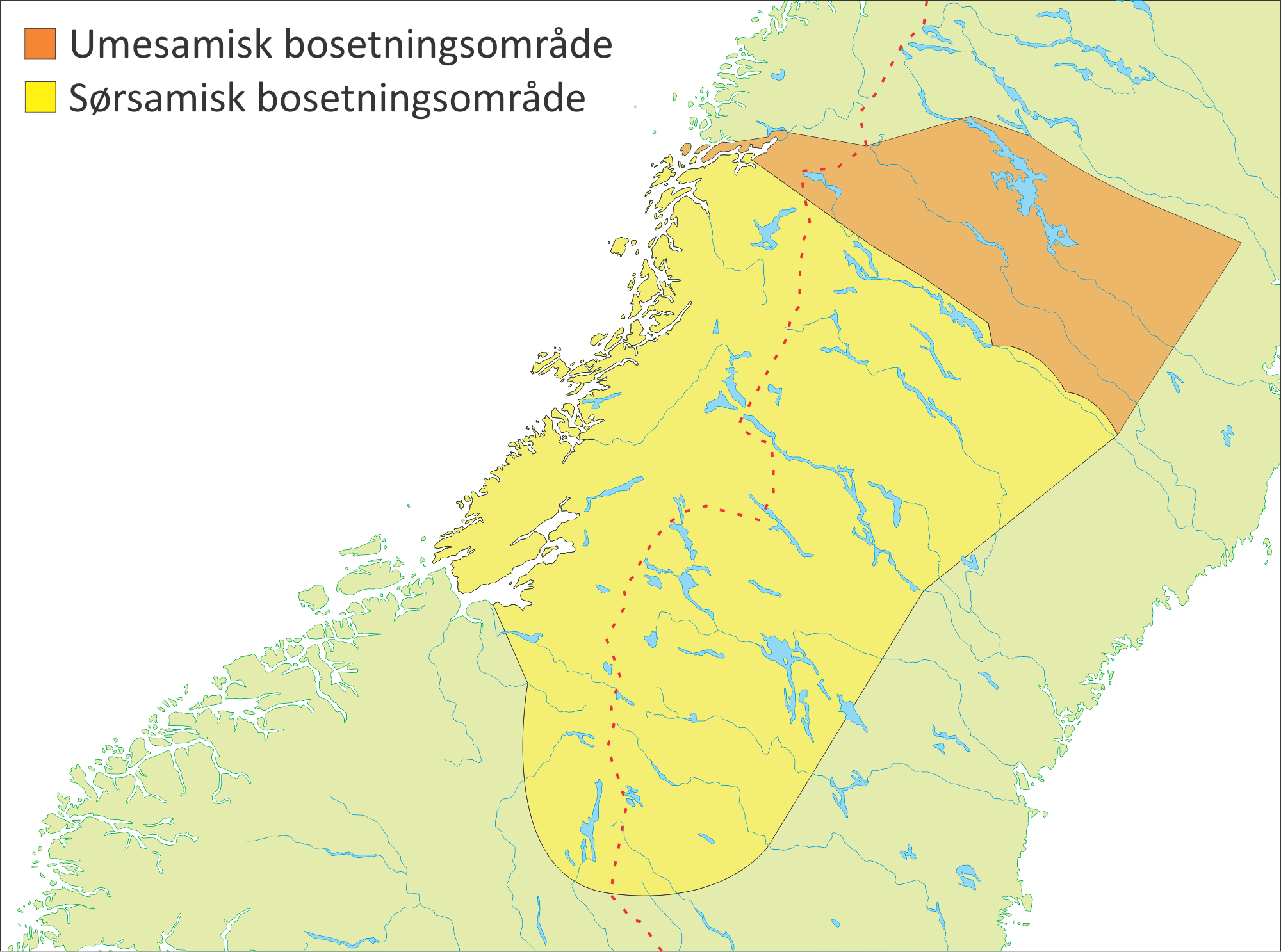
Sydsamernas (gult) och Umesamernas (orange) traditionella bosättnings- och renskötselsområden. Dessutom tillkommer renbetesområden i Ångermanland och Västerbotten i Sverige, samt i Trollheimen i Norge. Samer har tidigare även levt i fler delar av Mellansverige.

Sydsamer är samer som talar sydsamiska eller som härstammar från personer som talat detta språk. Sydsamernas bosättningsområde ligger på ömse sidor om gränsen mellan Norge och Sverige från Mo i Rana och Tärnaby i norr till Idre och Trollheimen i söder. Det kan i äldre tid ha varit betydligt större och sträckt sig ned till Mellansverige. Sydsamerna har under historisk tid i allmänhet varit fjällsamer, till skillnad från sydliga samer utanför fjällområdena i Mellansverige och södra Norrland. Till den senare gruppen räknas bland annat skogssamer, av vilka flera tog anställning som sockenlappar.
Den sydsamiska språkliga varieteten skiljer sig avsevärt från de former av samiska som talas längre norrut. 

## Utbredningsområde

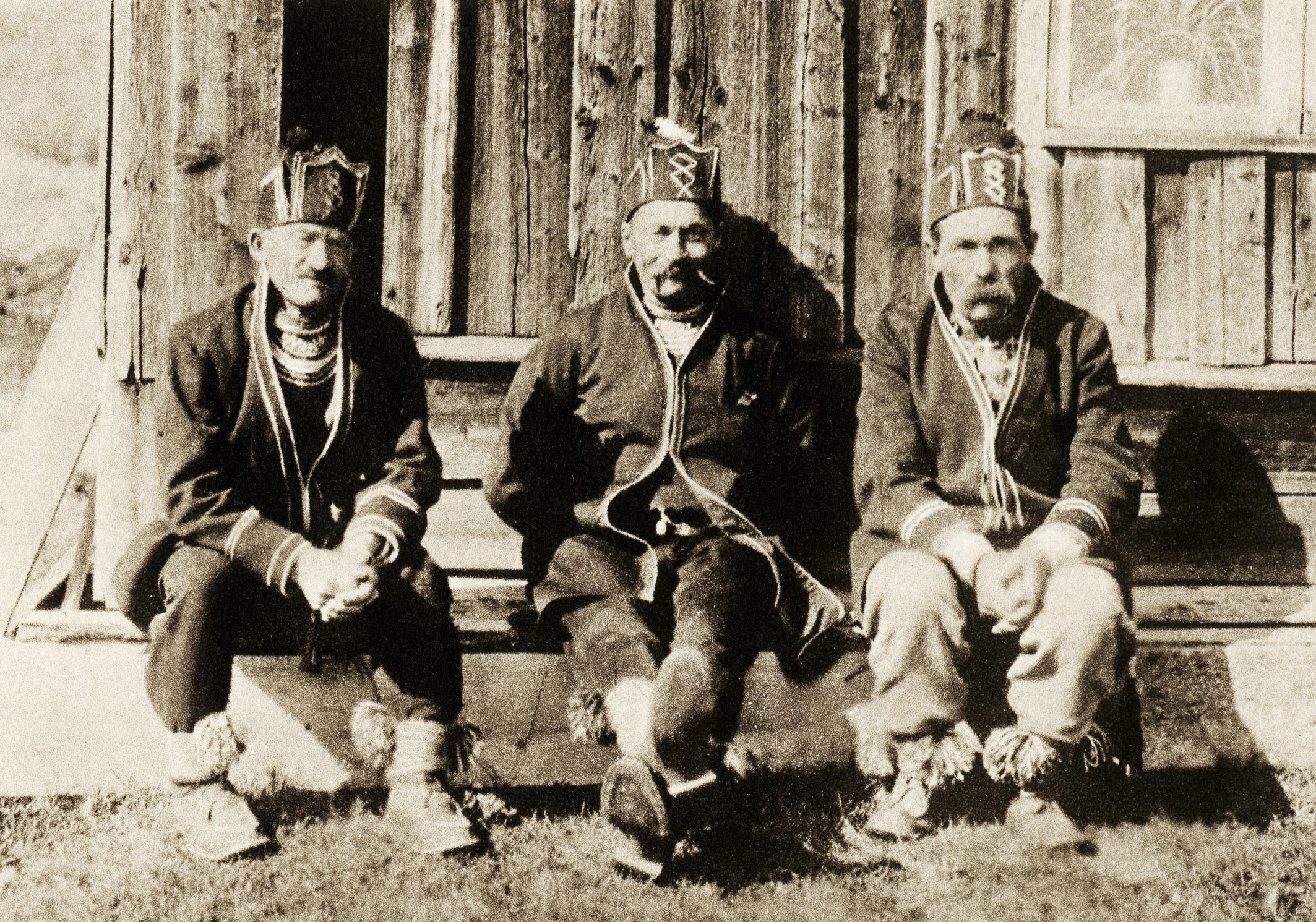
Samer i Vålådalen i Jämtland före 1926.

Det sydsamiska språket, som i dag har 300–500 talare, talas traditionellt i Sverige i fjällområdet från Vapstens sameby i södra Lappland till Idre sameby i norra Dalarna samt i Norge i området från Mo i Rana till Elgå och Trollheimen. Språket indelas i två huvuddialekter, nordlig sydsamiska (Åseledialekt) som i Sverige talas från Vapstens sameby till Frostvikens samebyar och i Norge från Vefsns kommun till Namdalen, samt sydlig sydsamiska (Jämtlandsdialekt) som i Sverige talas från Jijnjevaerie (Hotagens) sameby till Idre sameby och i Norge i Meråkers kommun samt området kring Røros och Engerdals kommuner. Det sydsamiska språkområdet kan dock förr ha varit betydligt större. De skogssamer som fram till 1800-talets slut fanns i norra Ångermanland har betecknats som sydsamer, men det lilla som är känt om deras språk tyder på att de kanske snarare talade umesamiska. Sockenlapparnas språk är också dåligt studerat men anses ha legat närmast sydsamiska, vilket utsträcker språkområdet på svensk sida genom hela södra Norrland och Dalarna ner till Mellansverige.
Samernas traditionella närvaro inom det sydsamiska språkområdet har studerats i forskning av bland andra Knut Bergsland och Inger Zachrisson och deras markrättigheter prövats i rättstvister som i vissa fall har fallit ut till samernas fördel. År 2012 fastslogs att Tossåsens sameby har sedvanerätt till vinterbete i Rätan och Klövsjö-området i Jämtlands landskap. Andra tvister, exempelvis i Härjedalen 2006, har inte fallit ut till samernas fördel, trots att samisk ursprungsbefolkning (samiska gravgåvor och boplatser från tiden före statsbildningen) har påvisats på Vivallen och Farrtjärnarna i Härjedalen åtminstone tillfälligt under 1000- och 1100-talet.

## Historia
Den sydsamiska kulturens historia kan delas in i tre längre perioder: (i) Fångst- och jägarsamhälle (äldre medeltid, eventuellt järnålder), (ii) mer eller mindre nomadisk renskötsel (yngre medeltid till tidigt 1900-tal) och (iii) modern renskötsel. 

### Fångst- och jägarsamhälle

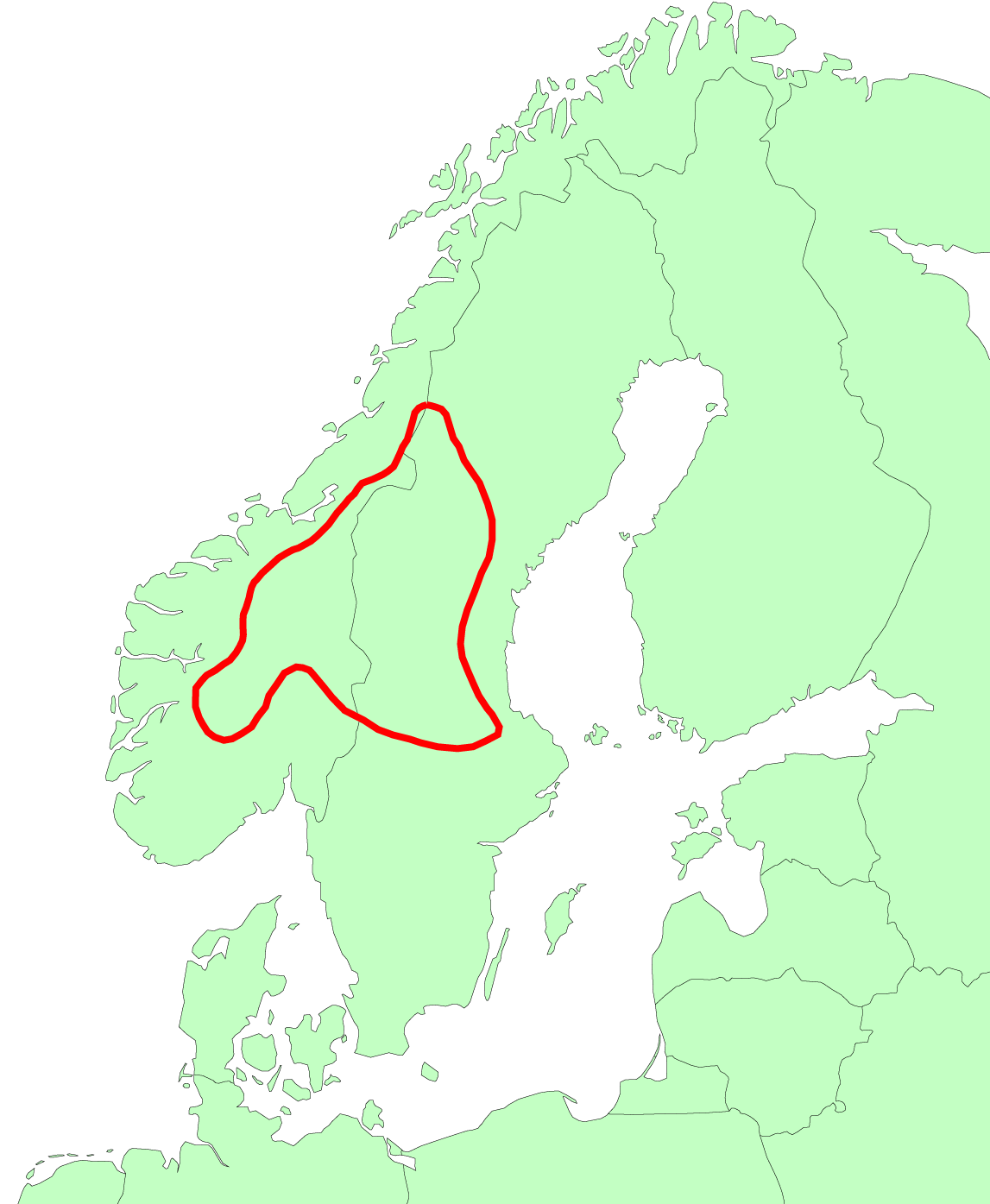
Fångstmarksgravarnas utbredningsområde enligt Jostein Bergstøl.

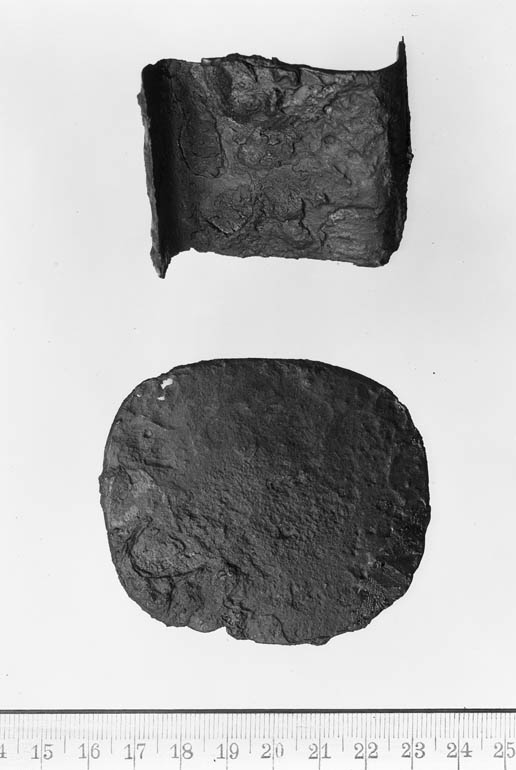
Fynd från en fångstmarksgrav vid Horrmunden i Dalarna. Den övre, Z-formiga skinnskrapan anses vara typiskt samisk.

Synen på samernas utbredning i söder under järnålder och medeltid är i hög grad beroende av hur man tolkar etniciteten hos de människor som anlagt fångstmarksgravar, en fornlämningstyp som framför allt förekommer från det nuvarande sydsamiska områdets nordgräns och söderut till och med Dalarna. Fångstmarksgravarna har tillkommit från och med cirka 200 f.Kr. där Krankmårtenhögen i Härjedalen tillhör de tidigaste. De är anlagda i områden som måste ha nyttjats av en fångstkultur, vilken upphörde som självständig kulturform under medeltiden. Gravarna är tydligt influerade av det samtida gravskicket i jordbruksbygderna i Norge och Sverige men kan samtidigt innehålla inslag som kan tolkas som samiska.
Fångstkulturens etnicitet har av Inger Zachrisson tolkats som samisk både på grund av läget och på grund av förekomsten av offrade älg- och renhorn samt östliga föremål. Evert Baudou har tolkat gravarna som germanska utifrån deras konstruktion – ett synsätt som varit vanligt sedan 1800-talsarkeologin. Han beskriver en kulturgräns som varade nästan tretusen år mellan södra (germanska) och norra (samiska) Norrland genom norra Jämtland och norra Ångermanland, på grund av att fynd av asbestkeramik saknas söder om gränsen. Han betraktar samiska medeltida bosättningar i Sydjämtland och Härjedalen enbart som tillfälliga utflyttningar från det samiska området i norr. Andra menar att en del gravar kan vara samiska men att de etniska relationerna i Mellanskandinavien under järnålder och tidig medeltid inte behöver ha tagit sig samma uttryck som längre norrut och i senare tid. Åter andra ser frågan om etnicitet under järnåldern som ointressant eller omöjlig att besvara. Om man accepterar fångstmarksgravarna som samiska innebär det att det sydsamiska området under järnåldern omfattade nästan hela Dalarna.

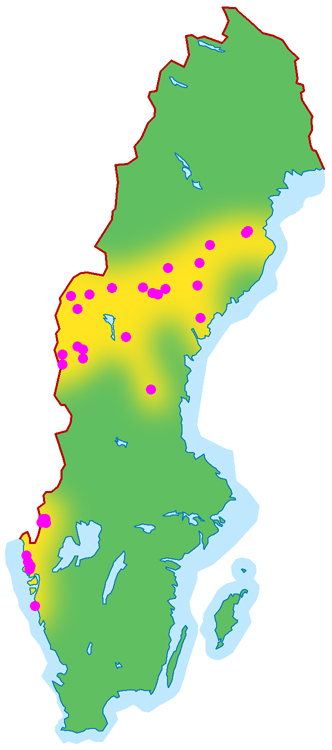
Fördelning av de 52 hällmålningar som har återfunnits i Sverige, främst i Mellannorrland men även i Värmland och Bohuslän.

Fångstmarkgravarna betraktas traditionellt som en kontinuitet på tidigare fångstkultur som spridits från Atlantkusten och som anlade hällmålningar, fångstgropssystem, fångstboplatser och insjögravfält över stora delar av södra Norrland och södra Norge, inklusive mer än 6 000 år gamla hällmålningar på Flatruet.
Anläggandet av fångstmarksgravar i Mellannorrlands inland har kopplats till en samtidig högkonjunktur i jordbruksbygderna i kustlandet, vilket märks på gravgåvor och begravda silverskatter. Detta kan vara ett uttryck för ett utökat handelsutbyte. Handelsutbyte kan exempelvis ha skett på Långön i Hoting vid övre Ångermanälven, där det finns fångstmarksgravar från 1000-talet. I en av gravarna har man hittat en pung av ödleskinn från en varan från Indiska halvön, som måste ha förts dit på långa handelsvägar. Trots att gravskicket på Långön är skandinaviskt finns där också kärl av asbestkeramik, som brukar anses vara typiska för den tidiga samiska kulturen. En annan tänkbar handelsplats var fornborgen i Mjälleborgen i Jämtland.
En annan fornlämningstyp som mer generellt brukar kopplas ihop med samer är härdar med den ovala eller rektangulära form som kännetecknar kåtans härd. Inom sydsamiskt område har tidiga sådana härdar hittats bland annat vid Aursjøen på Dovrefjäll. De har daterats från omkring 700 till mitten av 900-talet. Dessa härdar har kopplats samman med sagan om Snöfrid Svåsesdotter, en av Harald Hårfagers hustrur, som ska ha varit en samisk kvinna från just Dovrefjäll. Två av de första kristna lagsamlingar som användes på Östlandet, Eidsivatingslagen och Borgartingslagen, förbjuder också uttryckligen norrmän att söka trolldomshjälp hos samerna. Detta anses återspegla att sådana kontakter var en realitet i förkristen tid, och att samerna fanns på Östlandet.

### Renskötseln etableras och expanderar

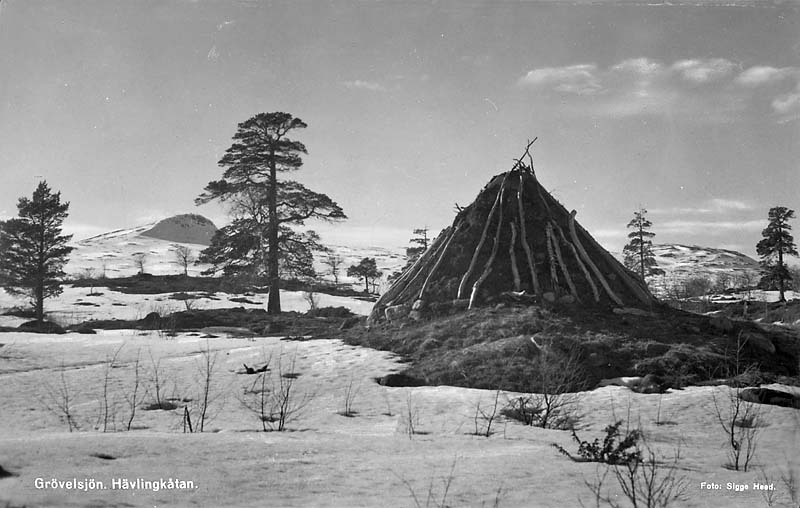
Kåta vid Grövelsjön i Dalarna, fotograferad på 1920- eller 1930-talet.

Omfattande arkeologiska och palynologiska undersökningar inom Sösjöfjällen i Njaarke sameby i Åre kommun under 1990- och 2000-talen har givit resultat som tyder på att renskötseln etablerades i området under slutet av den yngre järnåldern (500–1000 e.Kr.). Detta har satts i samband med att en nordisk jordbrukarbefolkning blev bofast i Jämtland och Härjedalen under ungefär samma period och att samerna drogs in i de nordiska hövdingarnas ekonomiska nätverk där tamrenarna blev viktiga transportdjur. Den sydsamiska renskötseln kan ha uppstått ur en blandekonomi av fångst och skötsel av småboskap. På 1000–1100-talen förefaller renskötseln vara helt etablerad inom det undersökta området och tycks då ha haft större omfattning än längre norrut i Lappland. Under 1300-1400-talen verkar en viss nedgång ha skett, kanske till följd av digerdöden, men på 1500-talet expanderade renskötseln igen.
I Sverige har björngravar främst påträffats inom sydsamiskt område och har framför allt daterats till 1700- och 1800-talen.

#### Samer i Mellansveriges skogar och socknar
Sockenlappar var en nu assimilerad yrkesgrupp av i huvudsak bofasta samer som levde i Mellansverige och södra Norrland under främst 17–1800-talet. Sockenlapparna härstammar enligt etnologen Ingvar Svanberg från en tidigare okänd grupp samer som tidigare hade levat som jägare och samlare i de mellansvenska skogarna. Dessa kringvandrande människor tvingades vid 1700-talets början genom myndighetsbeslut till fast bosättning för att man ville hindra att tiggande så kallade fattiglappar strövade omkring, och skogssamer konkurrerade med mellansvenska bönder om villebrådet. Exempelvis härstammade nästan samtliga kända fall av sockenlappar i södra Dalarna från familjer som hade bott i skogar i centrala Sverige.

### Modern renskötsel
Renskötselnomadismen anses ha upphört i samband med att man upphörde att mjölka renar, vilket i Norge ägde rum mellan 1902 och 1964. Renskötseln har därefter tagit hjälp av modern teknik och blivit ännu mer storskalig.

## Kultur
Sydsamisk kultur utmärks, förutom av det sydsamiska språket, av egna klädedräkter, smycken, arkitektur och andra uttryck.
Sydsamiska institutioner som museum, teatrar och skolor finns i  Gaaltije i Östersund och Härjedalens Fjällmuseum i Funäsdalen, Sverige, samt i Hattfjelldal, Røros, Røyrvik och Mo i Rana i Norge.

### Dräkt
Sydsamisk dräkt (kolt) kallas gapta/gåptoe, och liknar dräkten i den sydligaste delen av det skogssamiska området.

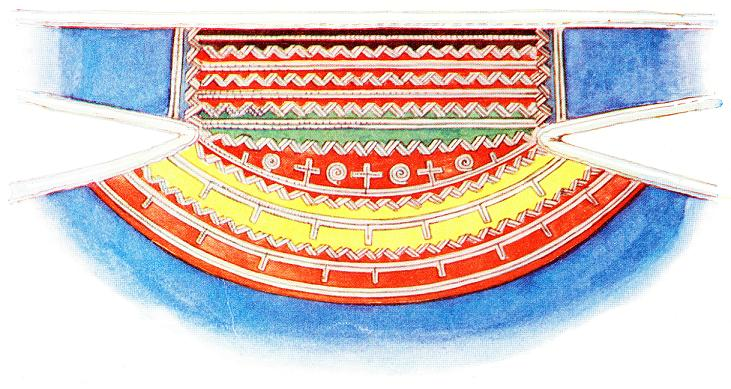
En bröstduk med tenntrådsbroderier är karakteristisk för den sydsamiska manliga dräkten.
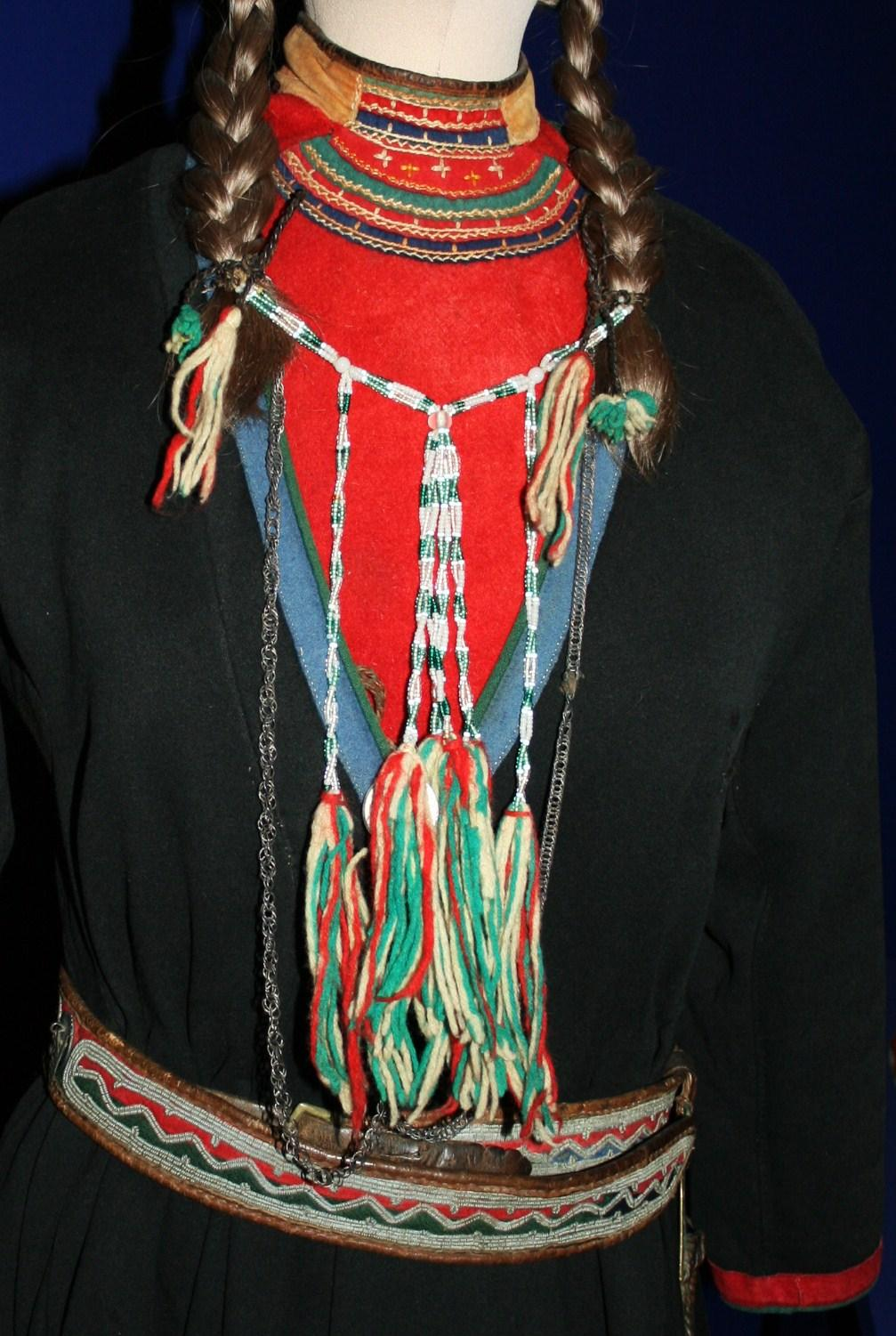
Del av sydsamisk kvinnodräkt från norsk sida.
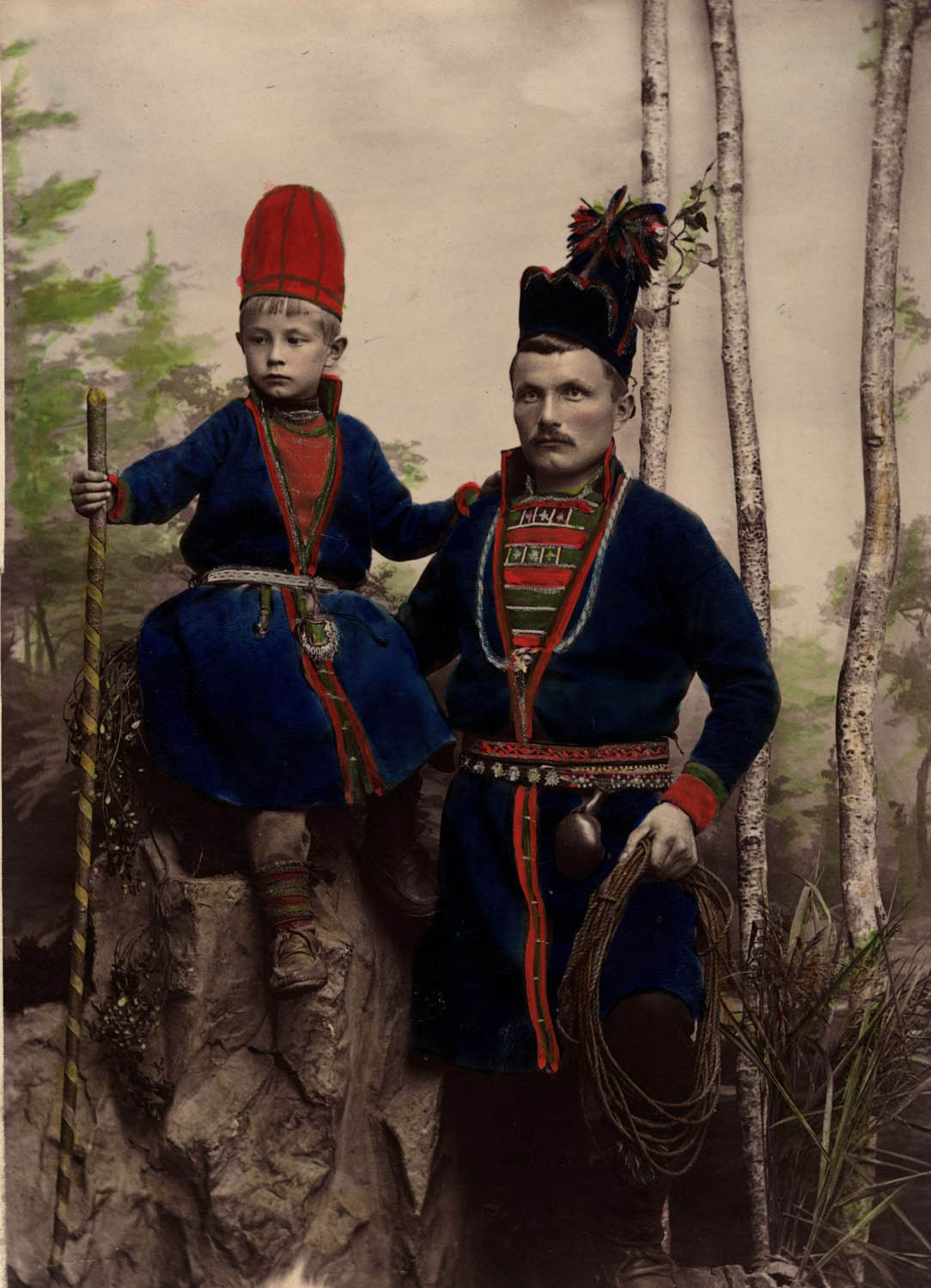
Nejla och Mattias Årén i dräkt från Frostviken i norra Jämtland.
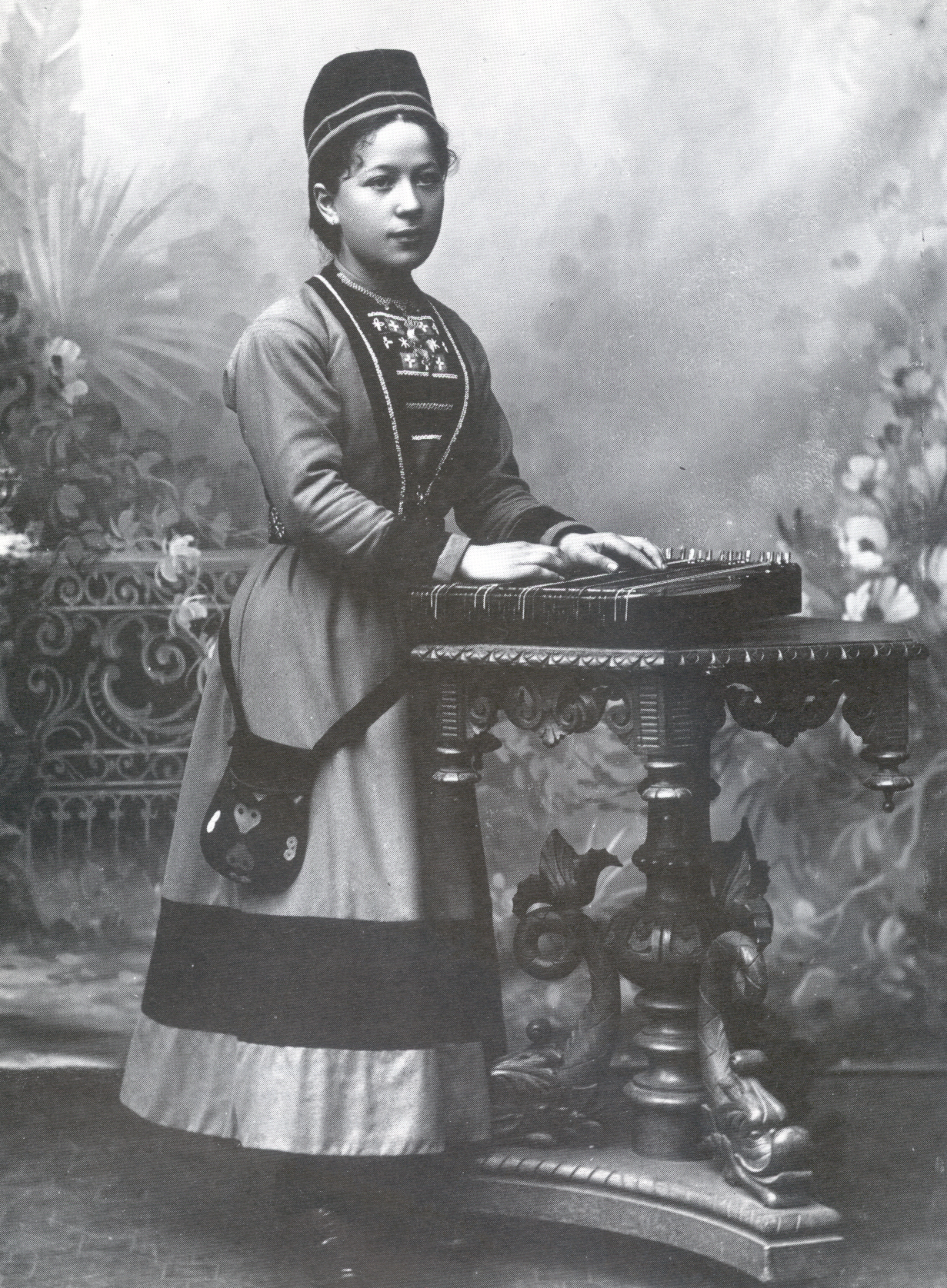
Lisa Thomasson i dräkt från södra Jämtland.
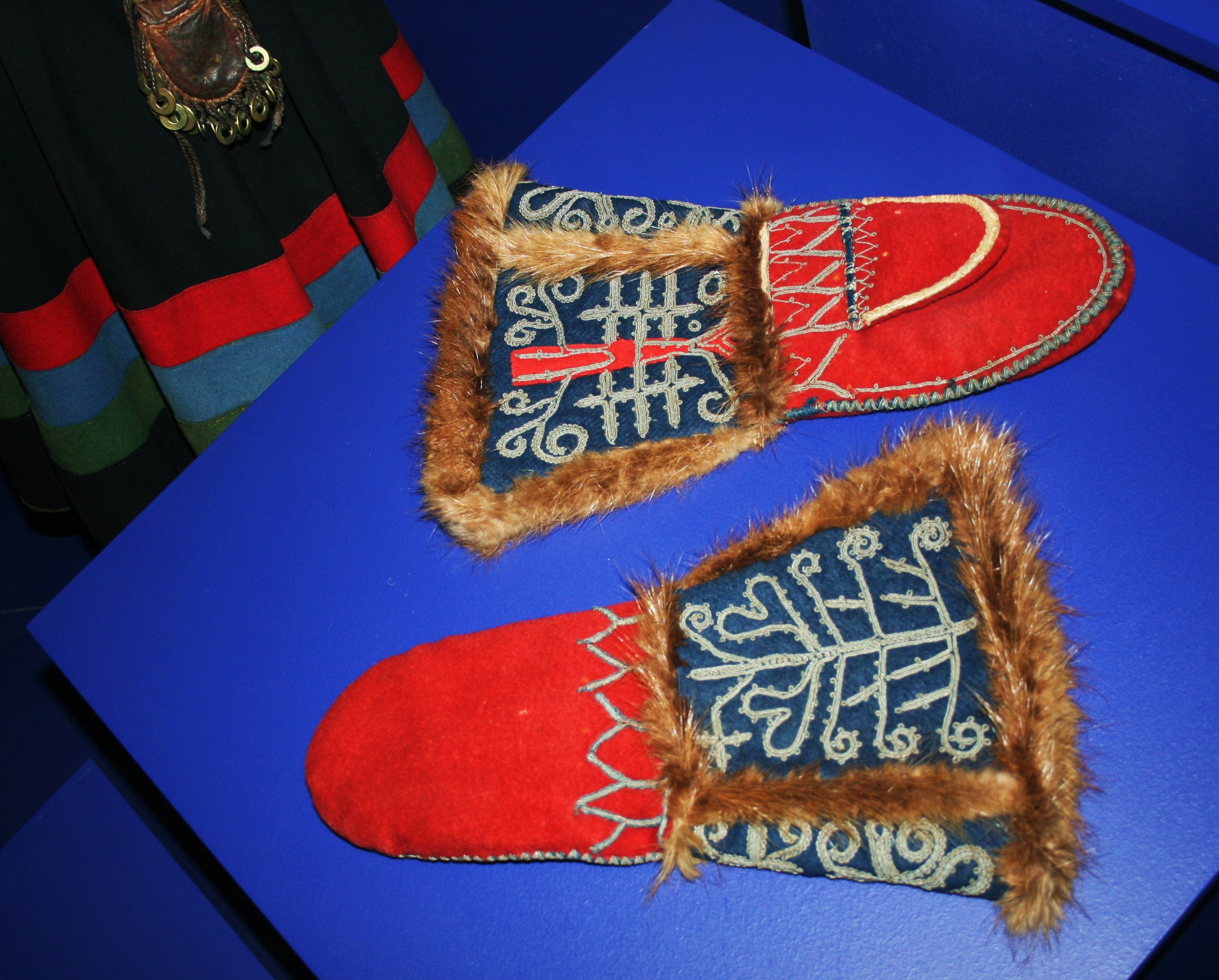
Vantar från sydsamiskt område i Norge.

## Kända sydsamer
- Anders Fjellner
- Jon Henrik Fjällgren
- Ella Holm Bull
- Hans Magnus Nilsson
- Erik Nilsson-Mankok
- Elsa Laula Renberg
- Nils Thomasson
- Lisa Thomasson

## Sydsamiska samebyar
- Vapstens sameby, Västerbottens län
- Vilhelmina norra sameby, Västerbottens län, Västernorrlands län
- Vilhelmina södra sameby, Västerbottens län, Västernorrlands län
- Frostvikens norra sameby, Jämtlands län
- Ohredahke sameby, Jämtlands län
- Raedtievaerie sameby, Jämtlands län
- Jijnjevaerie sameby, Jämtlands län
- Jovnevaerie sameby (sv. Offerdals sameby), Jämtlands län
- Njaarke sameby, Jämtlands län
- Kall sameby, Jämtlands län
- Handölsdalens sameby, Jämtlands län
- Tåssåsens sameby, Jämtlands län
- Mittådalens sameby, Jämtlands län
- Ruvhten sijte, Jämtlands län
- Idre sameby, Dalarnas län

## Fotnoter
1. ↑  Sammallahti, Pekka (1998) (på engelska). The Saami languages: an introduction. Kárášjohka: Davvi girji. Libris 7488696. ISBN 82-7374-398-5
2. ↑  Westerdahl, Christer (2008). Sydsamer: från Bottenhavet till Atlanten : en historisk introduktion till samerna i Ångermanland och Åsele lappmark med angränsande delar av Jämtland och Norge. Skärhamn: Båtdokgruppen. Libris 11310630. ISBN 9789187360459
3. ↑  Bergsland, Knut (1967). ”Lapp dialectal groups and problems of history”. Lapps and Norsemen in olden times. Bergen: Instituttet for sammenlignende kulturforskning XXVI. sid. 32–53
4. ↑  Svanberg, Ingvar (1999). Hästslaktare och korgmakare: resursutnyttjande och livsstil bland sockenlappar. Skrifter / utgivna av Johan Nordlander-sällskapet, 0348-6664 ; 21. Umeå: Johan Nordlander-sällsk. sid. 24, 79. Libris 7772147. ISBN 91-88466-19-1
5. ↑  Birgitta Fossum (2007). ”Samisk närvaro vid västerbottenkusten”. Västerbottens museum. Arkiverad från originalet den 23 februari 2014. https://web.archive.org/web/20140223130313/http://www.sparfran10000ar.se/assets/files/Pdf-rapporter/Allmant/2007_Samisk_narvaro%20_vid%20_Vasterbottenskustenpdf.pdf. Läst 28 oktober 2014.
6. ↑  Ewa Ljungdahl och Kjell-Åke Aronsson (2008). ”Samernas tidiga historia i Jämtland och Härjedalen (söder om Frostviken) med fokus på Tåssåsens sameby – en tolkning av de arkeologiska spåren”. Sakkunnigutlåtande i mål T 879-05 (Rätanmålet), Hovrätten för Nedre Norrland. http://www.oloft.com/arkeologi.pdf.
7. ↑  Inger Zachrisson, Samer i syd i gången tid – till Uppland och Oslotrakten i söder: Ny forskning från Norge och Sverige Arkiverad 11 december 2013 hämtat från the Wayback Machine., Statens historiska museum, Stockholm
8. 1 2  Bergstøl, Jostein; Sørensen Bodil Holm (1997) (på norska). Fangstfolk og bønder i Østerdalen: rapport fra Rødsmoprosjektets delprosjekt "marginal bosetning". Varia / Universitetets Oldsaksamling, 0333-1296 ; 42. Oslo: Universitetets Oldsaksamling. Libris 7487092. ISBN 82-7181-139-8
9. ↑  Wastenson Leif, Selinge Klas-Göran, red (1994). Sveriges nationalatlas. Kulturminnen och kulturmiljövård (1. utg.). Stockholm: Sveriges nationalatlas (SNA). Libris 8381068. ISBN 91-87760-25-8
10. 1 2 3   Sydsamernas historia - en forskningsöversikt, Idre samebys webbplats.
11. 1 2 3  Hansen, Lars Ivar; Olsen Bjørnar (2004) (på norska). Samenes historie fram til 1750. Oslo: Cappelen. Libris 9507419. ISBN 82-02-19672-8
12. 1 2  Zachrisson, Inger (1997). ”Varför samiskt?”. Möten i gränsland (Stockholm : Statens historiska museum, 1997):  sid. 189–217: ill. Libris 3290958
13. ↑  Baudou, Evert (1987). ”Samer och germaner i det förhistoriska Norrland: en kritisk översikt över 10 års forskning”. Bebyggelsehistorisk tidskrift (Uppsala : Swedish Science Press, 1981-) 1987:14,:  sid. 9-23 : ill. ISSN 0349-2834. ISSN 0349-2834 ISSN 0349-2834. Libris 3251575
14. ↑  Welinder, Stig; Essen Marianne von (2008). Jämtarna och samerna kom först. Östersund: Jamtli förlag. sid. 131. Libris 11208761. ISBN 9789179482206
15. ↑  Gjerde, Jan Magne: Rock Art and Landscapes: Studies of Stone Age rock art from Northern Fennoscandia. Tromsö, Norway. University of Tromsö, 2010. Åtkomstdatum 3 januari 2012.
16. ↑  Lars-Erik Edlund, red (1995). Norrländsk uppslagsbok: ett uppslagsverk på vetenskaplig grund om den norrländska regionen. [Lapp-Reens]. "Band 3". Tore Frängsmyr. Umeå: Norrlands universitetsförlag. sid. 101. Libris 1610873. ISBN 91-972484-1-X
17. ↑  Karta över Nordens småkungariken Arkiverad 25 februari 2014 hämtat från the Wayback Machine.. Ursprungligen publicerad i Per H. Ramqvist (1991), "Perspektiv på regional variation och samhälle i Nordens folkvandringstid".
18. ↑  Bergstøl, Jostein; Reitan, Gaute (2008). ”Samer på Dovrefjell i vikingtiden: et bidrag til debatten omkring samenes sørgrense i forhistorisk tid” (på bokmål). Historisk tidsskrift 87:  sid. 9–27.
19. ↑  Aronsson, Kjell-Åke (2005). ”Arkeologiska och paleoekologiska undersökningar av renskötarboplatser” (på norska). Fra villreinjakt til reindrift = Gåddebivdos boatsojsujttuj. Tjálarájddo / Árran julevsáme guovdásj ; 1. Drag: Árran julevsáme guovdásj. sid. 109–123. Libris 10120649. ISBN 82-7943-020-2
20. ↑  Hansen & Olsen (2004), s. 128–131.
21. ↑  Ingvar Svanberg, Hästslaktare och korgmakare: Resursutnyttjande och livsstil bland sockenlappar, Johan Nordlander-sällskapet Umeå 1999
22. 1 2  Lars-Erik Edlund, red (1995). Norrländsk uppslagsbok: ett uppslagsverk på vetenskaplig grund om den norrländska regionen. [Lapp-Reens]. "Band 3". Tore Frängsmyr. Umeå: Norrlands universitetsförlag. sid. 101. Libris 1610873. ISBN 91-972484-1-X